# Стамер
Стамер (мкд. Стамер) је насеље у Северној Македонији, у источном делу државе. Стамер је у саставу општине Делчево.

## Географија
Стамер је смештен у источном делу Северне Македоније, близу државне границе са Бугарском - 5 km источно од насеља. Од најближег града, Делчева, насеље је удаљено 6 km југоисточно.
Насеље Стамер се налази у историјској области Пијанец. Насеље се развило на источном ободу Делчевске котлине. Источно од насеља издиже се планина Влајна, док западно од њега протиче река Брегалница. Надморска висина насеља је приближно 740 метара. 
Месна клима је планинска због знатне надморске висине.

## Становништво
Стамер је према последњем попису из 2002. године имао 344 становника.
Претежно становништво у насељу су етнички Македонци (100%). Почетком 20. века већина су били Торбеши (исламизовани Македонци), али су се они после Балканских ратова иселили у Турску.
Већинска вероисповест месног становништва је православље.